# 蔣超曾
蔣超曾（1774年—1831年），字軼驤，號軒霞，江蘇蘇州府吳縣籍，長洲縣人，清朝政治人物。

## 生平
蔣超曾為蘇州婁關蔣氏家族蔣燦裔孫。祖父蔣國華為乾隆二十二年（1757年）丁丑科三甲第十名進士，父蔣榮與其從祖蔣曾煌、蔣業謙、從叔父蔣元復同為乾隆四十二年（1777年）丁酉科順天鄉試舉人。母為安徽亳州吏目李繹女（1750-1821）。長兄蔣景曾與其從祖蔣元封同為嘉慶九年（1804年）甲子科江南鄉試舉人，從弟蔣彬蔚為咸豐六年（1856年）丙辰科進士。
蔣超曾為蔣榮次子，吳縣庠生附監生，嘉慶十三年（1808年）戊辰恩科順天鄉試舉人，十六年（1811年）辛未科二甲第六十二名進士。選翰林院庶吉士。十九年（1814年）曾主講於上海敬業書院。二十二年（1817年）授山東利津縣知縣，二十三年（1818年）任戊寅恩科山東鄉試同考官，二十五年（1820年）調城武縣知縣，道光三年（1823年）調直隸寶坻縣知縣，六年（1826年）調大名縣知縣，授文林郎。

## 家庭
夫人為乾隆四十九年（1784年）甲辰科進士顧禮琥女；繼妻為湖北德安府知府趙柟女。有二子：蔣士豫（字朋簪，號笠甫，監生，配吳庠生陸建侯女）及蔣士琛（原名世琛，字獻廷，號少霞，監生，配廖文錦女）。